# تشاي ليميتا-إيفانجليستا
آنا ماري «تشاي» ليميتا-إيفانجليستا كانت مدافعة فلبينية عن حقوق الإنسان وزعيمة المنظمة البيئية «رابطة المواطنين ضد تدمير الطبيعة والأرض». قتلتها قوات الشرطة والجيش الفلبيني مع زوجها في غارات كالابارزون 2021.

## نشاطها
كانت تشاي واحدة من الصيادين في في هاسيندا لووك وهي أرض تبلغ مساحتها 8.650 هكتارًا تقع في ناسوغبو بمقاطعة باتانغاس. ويبلغ عدد سكانها حوالي 10.000 مزارع وصياد سمك. بدأت المجتمعات المحلية جنبًا إلى جنب مع مجموعة جماعات الدفاع عن حقوق الإنسان في التحرك ضد خصخصة السواحل والأراضي لمشاريع الغولف والسياحة البيئية منذ منتصف التسعينيات. تسبب هذا المشروع السياحي في تهجير المواطنين المحليين وخسارتهم أراضي الأجداد وسبل عيشهم. ومنذ 2004، تعمل شركة تنمية الساحل الجنوبي في مانيلا (MSDC) على الاستحواذ على الأراضي الزراعية وتهجير المزارعين والصيادين في هاسيندا لوك لإفساح المجال أمام الوحدات السكنية وملاعب الغولف والمنتجعات الشاطئية وغيرها من مشاريع السياحة البيئية. في 2007، تم إعلان المنطقة كمنطقة مشاريع سياحية بأمر تنفيذي من غلوريا ماكاباغال أرويو آنذاك. كما رفض رودريغو دوتيرتي بشكل قاطع مشروع قانون الإصلاح الزراعي والذي إذا تم سنه، سيمنح مباشرة حيازات شاسعة من الأراضي للتوزيع المجاني على الفلاحين في هاسيندا لوك وغيرها.
انضمت تشاي مع زوجها أرييل إيفانجليستا إلى المجموعة التقدمية «رابطة المواطنين ضد تدمير الطبيعة والأرض» في كالوبان (UMALPAS KA) و«القوة الوطنية لحركة الصيادين الفلبينيين» (PAMALAKAYA)، كما شكل رجال الكنيسة والطلاب والمدافعون عن الفلاحين «تحالف الدفاع عن هاسيندا لوك»، والذي قام جنبًا إلى جنب مع مجموعات الدفاع عن حقوق الإنسان والصيادين بتنظيم احتجاجات عامة وحملات إعلامية وقضائية. رداً على المقاومة المحلية الشرسة، شهدت هاسيندا لووك زيادة في العسكرة من خلال القوات المسلحة الوطنية جنبًا إلى جنب مع حراس الأمن الخاصين المعينين من قبل الشركات الخاصة.
قبل مقتلهما، عارض الصيادان تشاي وأرييل إيفانجليستا مشروع بناء حوالي 150 قفصًا للأسماك في المياه المحلية للبلدة. والذي كان من شأنه أن يُخصص مياه الصيد الجماعية في ناسوغبو ويحرم الصيادين المحليين من مصدر رزقهم.
كان الصيادون والمزارعون المحليون، بما في ذلك الزوجين إيفانجليستا، في طليعة النزاع المستمر منذ عقود على الأرض في هاسيندا لووك. مما جعل منظماتهم المحلية أهدافًا لكي توسم بالعلامات الحمراء [الإنجليزية]، حيث اتهم رجال عسكريون تحت قيادة الرئيس رودريغو دوتيرتي المنظمات القانونية والمنظمات غير الحكومية والمجموعات الإعلامية والمؤسسات الدينية والمدافعين عن حقوق الإنسان والمدافعين عن البيئة بالعمل كواجهات للشيوعيين والمتآمرين الذين يعملون على إسقاط الدولة.

## مقتلها
في صباح يوم الأحد 7 مارس 2021، فيما عُرف باسم الأحد الدامي، قتلت قوات الشرطة والجيش، خلال المداهمات التي قادتها في مقاطعات باتانغاس وكاويته ولاغونا وريزال المحيطة بمانيلا الكبرى، 9 من نشطاء حقوق الإنسان واعتقلت 6 آخرين. كان من بين القتلى: إيمانويل أسوسيون، ميلفن داسيجاو، مارك لي كروس باكاسنو، أبنير داماس ميندوزا إستو، إدوارد داماس ميندوزا إستو، بوروي ديلا كروز، راندي «بولونغ» ديلا كروز، والزوجان إيفانجليستا. قُتلت تشاي جنبًا إلى جنب مع زوجها في كوخ لهما في أرييل في كاليو، ناسوغبو، باتانغاس. بينما نجا ابنهما البالغ عشر سنوات.
أدانت جهات ومنظمات عديدة عمليات القتل ووصفتها نائبة الرئيس الفلبيني ليني روبريدو، بأنها «مجزرة». بينما زعمت الشرطة عثورها على أسلحة وذخائر في منازل النشطاء وبررت مقتلهم نتيجة مقاومتهم الاعتقال.